# Operalengte
Operalengte is een subjectieve term die wordt gebruikt om de lengte mee aan te geven van kleding en accessoires in damesmode zoals die wordt gedragen tijdens opera-uitvoeringen. De uitdrukking wordt toegepast op het volgende:
- Ketting
- Handschoen (genaamd operahandschoen)
- Kous (maat)[2][3]
- Sigarettenhouder

Ze zijn er in verschillende lengtes, van kort tot lang, maar degene waarvan de lengte-indeling wordt weergegeven als "opera", betekent vaak de langste van hen.
Opera is een typische uitvoerende kunst in de westerse cultuur. De relatie tussen deze kunstvorm en operalengte is subjectief. Vrouwen die de hoofdrol spelen in operaballen dragen traditioneel lange kettingen en lange handschoenen. Het woord "operalengte" wordt gebruikt voor die lengtes.